# Canmore Nordic Centre
Koordinaten: 51° 5′ 34″ N, 115° 23′ 10″ W
Das Canmore Nordic Centre ist eine Trainings- und Wettkampfstätte für Biathlon und Langlauf in Kanada. 

## Daten

### Lage
Das Canmore Nordic Centre liegt im Canmore Nordic Centre Provincial Park bei der Stadt Canmore im kanadischen Bundesstaat Alberta. Es befindet sich am Fuße des Mount Rundle in den kanadischen Rocky Mountains im Tal des Bow River. Das Stadion liegt auf 604 m, der höchste Punkt der Loipen liegt auf 640 m, der niedrigste auf 601 m.

### Ausstattung
Das Stadion verfügt über eine A-Lizenz, die zur Durchführung von Biathlon-Weltcups sowie Weltmeisterschaften benötigt wird. Neben Haupt- und Funktionsgebäuden gibt es 24 permanente Skiwachskabinen, deren Kapazität durch die Aufstellung von Containern während großer, internationaler Wettkämpfe weiter erhöht werden kann. Die Kabinen befinden sich in unmittelbarer Nähe zu den Langlaufloipen, des Schießstandes und des Testbereiches für die Skitechniker. Der Schießstand mit 30 Schießbahnen ist mit dem mechanischen Kurvinen-System ausgerüstet und verfügt zudem über eine Beleuchtungsanlage. 

#### Loipen
Zum Stadion gehören bis zu 60 km präparierte Loipen, die teilweise auch mit Flutlicht ausgestattet sind. Die Strecken haben alle einen eigenen Namen und sind z. B. nach Tieren („Coyote“, „Lynx“, „Grey Wolf“, „Chipmunk“, „Cougar“, „Osprey“, „Snowshoe Hare“, „Flying Sqirrel“ oder „Wolverine“), nach Orten anderer Olympischer Winterspiele („Sarajevo“, „Salt Lake“, „Lillehammer“, „Nagano“ oder „Albertville“) oder nach Orten aus der näheren Umgebung („Canmore“, „Banff“, „Georgetown“ oder „Meadowview“) benannt. Ein Teil der Loipen ist asphaltiert, um sie während der Sommermonate auch für das Training mit Rollski nutzen zu können.

#### Gebäude
Im Wartungsgebäude sind die Fahrzeuge für die Loipenpräparation sowie zwei Maschinen zur Erzeugung von Kunstschnee untergebracht. Die Day Lodge beherbergt ein Medien- und Pressezentrum mit insgesamt 290 m², Bereiche für die freiwilligen Helfer mit weiteren 140 m² sowie ein Fund- und Informationsbüro und eine Krankenstation. Im Bill Warren Training Centre befinden sich der Family Club für Besucher, Aufenthaltsbereiche für Athleten mit freiem Internetzugang, die Büros für Akkreditierung und Logistik, Räume für die IBU und das Organisationskomitee, die Dopingkontrolle und eine Sanitätsbereich. Direkt am Schießstand befindet sich das Biathlonstadion, das neben einer Tribüne im Biathlon Building die Büros des Renndirektors, der Zeitnahme und der Jury sowie das Wettkampfbüro beherbergt. Außerhalb des Biathlon Building sind die Kabinen für den Stadionsprecher und die Fernsehkommentatoren untergebracht.
Im März 2017 wurde die Meadow Hut in Chandra Crawford Hut umbenannt. Chandra Crawford stammt aus Canmore und gewann bei den Olympischen Winterspielen 2006 in Turin Gold im Langlaufsprint. Sie ist die ältere Schwester der Biathletin Rosanna Crawford.

### Renovierung
Zwischen 2005 und 2006 wurden im Canmore Nordic Centre umfangreiche Bau- und Renovierungsmaßnahmen durchgeführt. Hauptziel war es, die für die Olympischen Spiele 1988 errichtete Anlage an die aktuellen Anforderungen an ein modernes Trainings- und Wettkampfzentrum anzupassen. In diesem Zuge wurde der Schießstand komplett erneuert und verbessert, die Loipen erweitert, neue Mannschaftsgebäude errichtet, die asphaltierte Skirollerstrecke ausgebaut und die Einrichtungen zur Erzeugung von Kunstschnee erweitert.

## Veranstaltungen

### Biathlon
Der erste Biathlon-Weltcup fand in der Saison 1986/87 zwischen 18. und 22. Februar statt. Ausgetragen wurden damals je ein Einzel-, Sprint- und Staffelrennen der Herren. Anfang 1988 wurden die Biathlonbewerbe der Olympischen Winterspiele in Canmore abgehalten. Es folgten Weltcups im Januar 1991, im März 1994 sowie im Februar 2016 und 2019. Aufgrund der anhaltend niedrigen Temperaturen wurde im Februar 2019 erstmals ein verkürzter Einzelwettkampf durchgeführt.
Ebenfalls im März 1994 wurden Biathlonweltmeisterschaften in Canmore veranstaltet, jedoch wegen der im gleichen Jahr stattfindenden Olympischen Winterspiele 1994 nur im nicht-olympischen Mannschaftswettkampf.
Canmore war auch Austragungsort von Rennen im Rahmen des IBU-Cups, zuletzt im Februar und im März 2023. 
1994 und 2009 fanden im Canmore Nordic Centre die Biathlon-Juniorenweltmeisterschaften statt.

### Langlauf
Neben Biathlon wurden auch die Langlaufbewerbe der Olympischen Winterspiele 1988 im Canmore Nordic Centre ausgetragen. Auch Skilanglauf-Weltcups wurden dort veranstaltet, zuletzt in der Saison 2023/24.

### Nordische Kombination
Auch die Langlaufbewerbe der Nordischen Kombination wurden während der Olympischen Winterspiele 1988 im Canmore Nordic Centre ausgetragen. Das Springen fand im Canada Olympic Park in der Alberta Ski Jump Area statt.

### Trainingszentrum
Das Canmore Nordic Centre dient ganzjährig als Trainingszentrum für die kanadische Biathlonmannschaft, den Nachwuchs und örtliche Sportvereine. Die Loipen können auch von Freizeitsportlern und Touristen benutzt werden.